# سان جوفاني في برسيتشتو
سان جوفاني في برسيتشتو (بالإيطالية: San Giovanni in Persiceto)‏ هي بلدية في مقاطعة بولونيا في إقليم إميليا رومانيا الإيطالي.

## السكان
في سنة 1861 بلغ عدد السكان 14٬553 نسمة، وتطور العدد ليصل في سنة 2011 لـ 26٬992 نسمة.
يظهر هذا المخطط البياني تطور النمو السكاني لـ سان جوفاني في برسيتشتو

## أعلام
- ماركو بلينلي
- جينو بيليجريني